# 維多利亞 (約羅省)
14°56′18″N 87°23′33″W / 14.93833°N 87.39250°W
維多利亞（西班牙語：Victoria），是洪都拉斯的城鎮，位於該國北部，由約羅省負責管轄，始建於1902年6月6日，面積795.75平方公里，海拔高度20米，2001年人口25,584，人口密度每平方公里32.15人。